# Khalil Amiri
Pour les articles homonymes, voir Amiri.
Khalil Amiri, né en 1971 à Tunis, est un ingénieur, universitaire et homme politique tunisien.

## Biographie
Il est titulaire d'une licence, d'un master de l'université d'État de Pennsylvanie et d'un doctorat d'ingénieur informatique de l'université Carnegie-Mellon (2000),.

### Carrière professionnelle
De 2004 à 2006, il est professeur d'informatique à l'Imperial College London, rejoignant également plusieurs fonds d'investissement à Londres. Il a notamment travaillé dans le domaine de la recherche et développement pour Hewlett-Packard, IBM et le Crédit suisse. En novembre 2014, il devient doyen de la Mediterranean Institute of Technology – Medtech. Il est également membre du conseil scientifique de la Mediterranean School of Business, du conseil d'administration de MENAPAR (réseau de recherche sur l'administration publique au Moyen-Orient et en Afrique du Nord) et du comité scientifique d'IFEDA (centre gouvernemental pour l’information, la formation, et le développement des associations en Tunisie). Il a par ailleurs co-fondé l'Institut arabe de gouvernance,.
Son activité professionnelle et ses recherches universitaires (une trentaine d'articles) sont principalement liées à la gestion de l’information et la gouvernance publique. À ce titre, il est membre des comités scientifiques et d'organisation de plusieurs conférences et détient plusieurs brevets.

### Carrière politique
Entre 2012 et 2014, il est conseiller auprès de Houcine Jaziri, secrétaire d'État chargé de l'Immigration et des Tunisiens à l'étranger. Il participe à mettre en place une stratégie nationale sur la migration.
Le 27 août 2016, il est nommé au poste de secrétaire d'État auprès du ministre de l'Enseignement supérieur et de la Recherche scientifique (Slim Khalbous), chargé de la Recherche scientifique, dans le gouvernement de Youssef Chahed.